# کشورهای تازه صنعتی‌شده

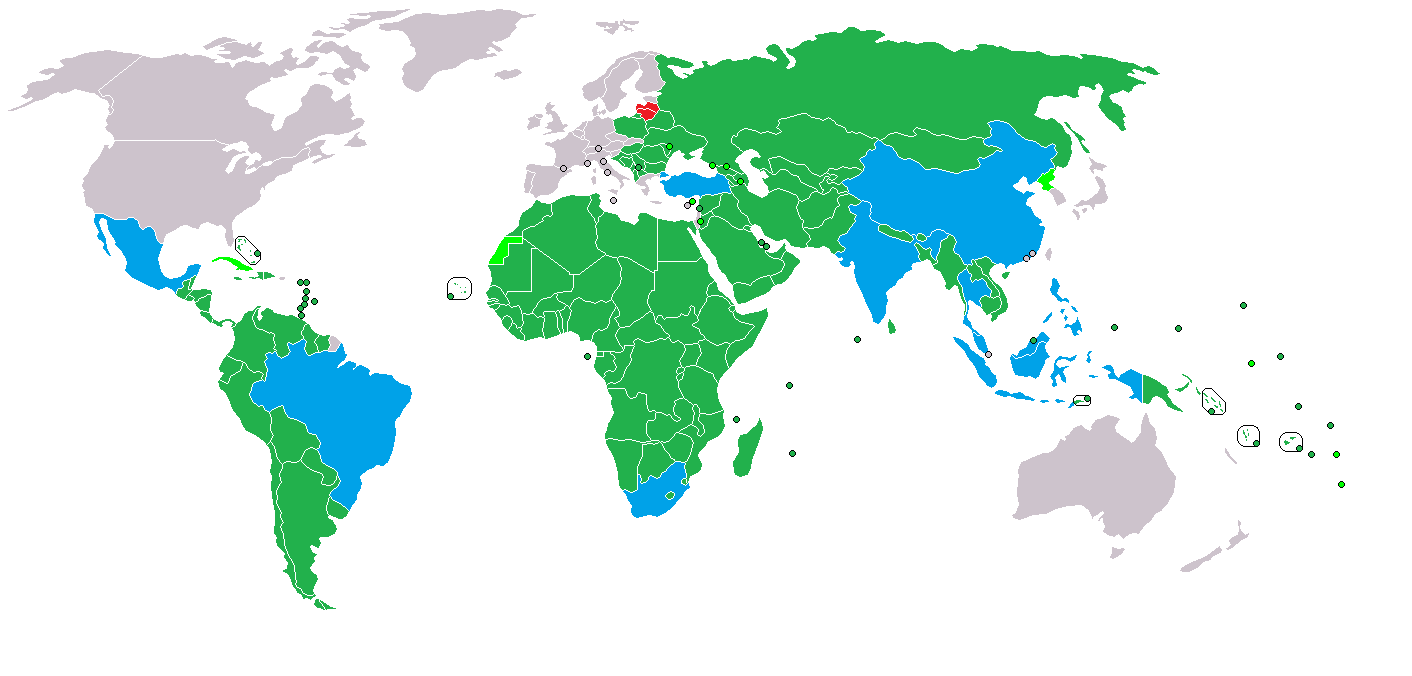
کشورهای تازه صنعتی‌شده به رنگ آبی، کشورهای درحال توسعه به رنگ سبز و کشورهای توسعه‌یافته به رنگ خاکستری و قرمز

کشورهای تازه صنعتی‌شده (به انگلیسی: Newly industrialized country) کشورهای در مرحله گذار از درحال توسعه به جامعه صنعتی‌اند. برای این کشورها اکنون واژه اقتصاد تازه صنعتی‌شده نیز بکار می‌رود.

## فهرست
در اینجا فهرستی از کشورهای تازه صنعتی‌شده براساس شاخص‌های مختلف ارائه شده است.
یادداشت: خانه‌های با رنگ سبز بالاترین مقدار یا بهترین عملکرد را در شاخص نشان می‌دهند، در حالی که خانه‌های زرد رنگ نقطه مقابل را نشان می‌دهند.
| منطقه         | کشور          | تولید ناخالص داخلی (میلیارد دلار، ۲۰۱۸ صندوق بین‌المللی پول) | سرانه تولید ناخالص داخلی (دلار، ۲۰۱۸ صندوق بین‌المللی پول) | تولید ناخالص داخلی (برابری قدرت خرید) (میلیارد دلار، ۲۰۱۸ صندوق بین‌المللی پول) | سرانه تولید ناخالص داخلی (برابری قدرت خرید) (دلار، ۲۰۱۸ صندوق بین‌المللی پول) | شاخص جینی ۲۰۱۱–۱۷ | شاخص توسعه انسانی (۲۰۱۸) | آهنگ رشد واقعی تولید ناخالص داخلی در ۲۰۱۸ | منابع                          |
| ------------- | ------------- | ----------------------------------------------------------- | --------------------------------------------------------- | ------------------------------------------------------------------------------ | ---------------------------------------------------------------------------- | ----------------- | ------------------------ | ----------------------------------------- | ------------------------------ |
| آفریقا        | آفریقای جنوبی | ۳۶۸                                                         | ۶٬۳۷۷                                                     | ۷۹۵                                                                            | ۱۳٬۶۷۵                                                                       | ۶۳٫۰ (۲۰۱۴)       | ۰٫۷۰۵ (بالا)             | ۰٫۷۹                                      | [ ۲ ] [ ۳ ] [ ۴ ]              |
| آمریکای شمالی | مکزیک         | ۱٬۲۲۳                                                       | ۹٬۸۰۷                                                     | ۲٬۵۷۰                                                                          | ۲۰٬۶۰۲                                                                       | ۴۸٫۳ (۲۰۱۶)       | ۰٫۷۶۷ (بالا)             | ۱٫۹۹                                      | [ ۱ ] [ ۲ ] [ ۳ ]              |
| آمریکای جنوبی | برزیل         | ۲٬۷۵۰                                                       | ۱۳٬۰۸۲                                                    | ۴٬۵۹۳                                                                          | ۲۱٬۷۸۱                                                                       | ۴۸٫۳ (۲۰۱۷)       | ۰٫۸۳۸ (بسیار بالا)       | ۴٫۱۱                                      | [ ۱ ] [ ۲ ] [ ۳ ]              |
| آسیا          | چین           | ۱۳٬۴۰۷                                                      | ۹٬۶۰۸                                                     | ۲۵٬۲۷۰                                                                         | ۱۸٬۱۱۰                                                                       | ۳۸٫۶ (۲۰۱۵)       | ۰٫۷۵۸ (بالا)             | ۶٫۵۷                                      | [ ۲ ] [ ۳ ]                    |
| آسیا          | هند           | ۲٬۹۷۲                                                       | ۲٬۰۳۶                                                     | ۱۰٬۵۰۵                                                                         | ۷٬۸۷۴                                                                        | ۳۵٫۷ (۲۰۱۱)       | ۰٫۶۴۷ (متوسط)            | ۷٫۰۵                                      | [ ۲ ] [ ۳ ] [ ۴ ]              |
| آسیا          | اندونزی       | ۱٬۰۲۲                                                       | ۳٬۸۷۱                                                     | ۳٬۴۹۵                                                                          | ۱۳٬۲۳۰                                                                       | ۳۸٫۱ (۲۰۱۷)       | ۰٫۷۰۷ (بالا)             | ۵٫۱۷                                      | [ ۲ ] [ ۳ ] [ ۴ ]              |
| آسیا          | مالزی         | ۳۵۴                                                         | ۱۰٬۹۴۲                                                    | ۱٬۰۰۲                                                                          | ۳۰٬۸۶۰                                                                       | ۴۱٫۰ (۲۰۱۵)       | ۰٫۸۰۴ (بسیار بالا)       | ۴٫۷۲                                      | [ ۲ ] [ ۳ ] [ ۴ ]              |
| آسیا          | فیلیپین       | ۳۸۳                                                         | ۳٬۴۸۴                                                     | ۱٬۱۱۰                                                                          | ۱۰٬۰۹۴                                                                       | ۴۴٫۴ (۲۰۱۵)       | ۰٫۷۱۲ (بالا)             | ۶٫۲۰                                      | [ ۱ ] [ ۲ ] [ ۳ ] [ ۴ ] [ ۱۳ ] |
| آسیا          | تایلند        | ۵۰۵                                                         | ۷٬۴۴۸                                                     | ۱٬۳۱۱                                                                          | ۱۹٬۴۷۶                                                                       | ۳۶٫۵ (۲۰۱۷)       | ۰٫۷۶۵ (بالا)             | ۴٫۱۳                                      | [ ۱ ] [ ۲ ] [ ۳ ] [ ۴ ]        |
| اروپا         | ترکیه         | ۷۶۶                                                         | ۹٬۳۴۶                                                     | ۲٬۳۲۱                                                                          | ۲۷٬۹۵۶                                                                       | ۴۱٫۹ (۲۰۱۶)       | ۰٫۸۰۶ (بسیار بالا)       | ۲٫۵۷                                      | [ ۲ ] [ ۳ ] [ ۴ ]              |